# Leopold I. Vilém
Leopold I. Vilém Habsburský, resp. Rakouský (5. ledna 1614 Štýrský Hradec – 20. listopadu 1662 Vídeň) byl rakouský arcivévoda, který byl biskup, arcibiskup, velmistr řádu německých rytířů a nizozemský místodržitel.

## Původ
Byl nejmladší syn a sedmý potomek císaře Ferdinanda II. z jeho prvního manželství s Marií Annou Bavorskou. Jeho starší bratr Ferdinand se stal císařem a sestra Cecílie Renata polskou královnou.

## Život

### Církevní kariéra
Od mládí byl Leopold Vilém předurčen k církevní kariéře. Ještě v dětském věku, roku 1625, se stal nástupcem svého strýce arcivévody Leopolda v úřadu pasovského biskupa a ujal se také opatství v alsaských klášterech Murbach a Lüders. O dva roky později v roce 1627 ho svým biskupem zvolila halberstadtská kapitula. V letech 1629–1631 byl opatem v hesenském Hersfeldu. Roku 1629 získal hodnost magdeburského biskupa.
V roce 1637 byl zvolen biskupem olomouckým, avšak neměl biskupské svěcení, a proto biskupství spravovali administrátoři z řad kanovníků olomoucké kapituly. Roku 1642 byl zvolen velmistrem řádu německých rytířů, jehož členem byl od svých jedenácti let. Roku 1655 byl zvolen biskupem ve slezské Vratislavi. Obvykle se tvrdí, že Leopoldova činnost na poli církevním byla většinou ryze formální, omezovala se především na reprezentační funkce a vlastní správa ležela na bedrech administrátorů, což by při množství jeho funkcí nebylo nic překvapujícího, nicméně přinejmenším v případě olomouckého biskupství dochovaná početná korespondence s administrátory dokládá, že si ponechal rozhodování i o záležitostech nečekaně detailních.
Osobní zájmy arcivévody, který nikdy nepřijal vyšší svěcení, směřovaly k vojenství, diplomacii, vysoké politice, sběratelství a umění. Proslul jako mecenáš umění.

### Nizozemský místodržitel
V roce 1639 převzal vrchní velení nad císařskou armádou a snažil se vytlačit z Čech a ze Slezska švédská vojska. V letech 1646–1656 byl místodržícím ve španělském Nizozemí (dnešní Belgie), kdy zastupoval španělského krále Filipa IV. Zde také naplno rozvíjel své sběratelské aktivity.
Po smrti svého bratra císaře Ferdinanda III. uvažoval o kandidatuře na císařský trůn. Stal se také důvěrníkem a rádcem svého synovce Leopolda I. Postupně se stáhl do ústraní a věnoval se reformě Řádu německých rytířů.
Zemřel ve věku 48 let a byl pohřben v rodové hrobce Habsburků ve vídeňském klášteře kapucínů.

## Významné úřady které Leopold Vilém za svého života zastával
- biskup pasovský (1625–1662)
- biskup štrasburský (1626–1662)
- biskup halberstadtský (1627–1648)
- arcibiskup magdeburský (1629–1635)
- biskup olomoucký (1638–1662)
- velmistrem řádu německých rytířů (1642–1662)
- místodržícím Habsburského Nizozemí (1647–1656)
- biskup vratislavský (1656–1662)

## Galerie

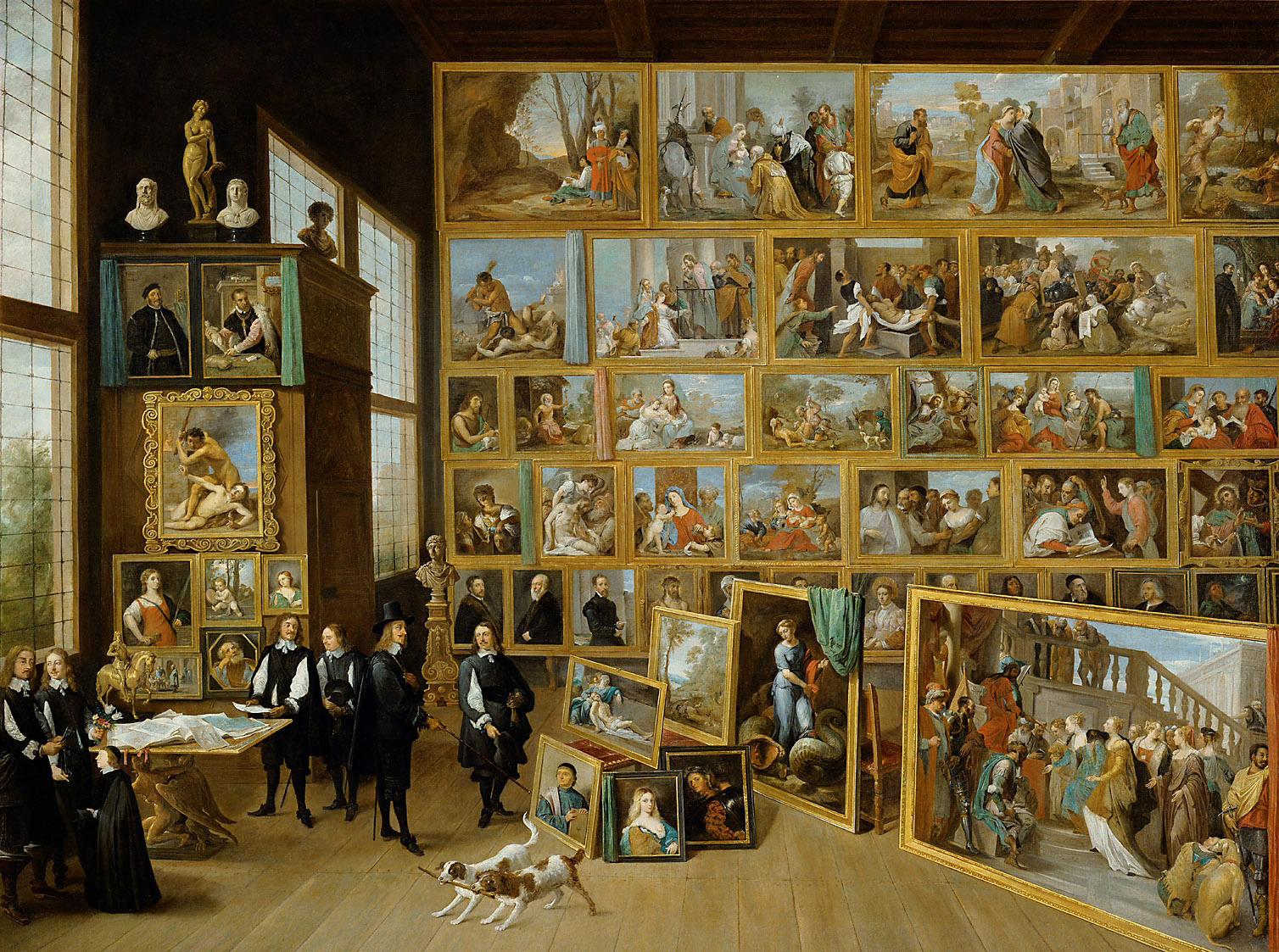
Arcivévoda Leopold Vilém ve své obrazárně v Bruselu (David Teniers, ca. 1650, Uměleckohistorické muzeum ve Vídni).
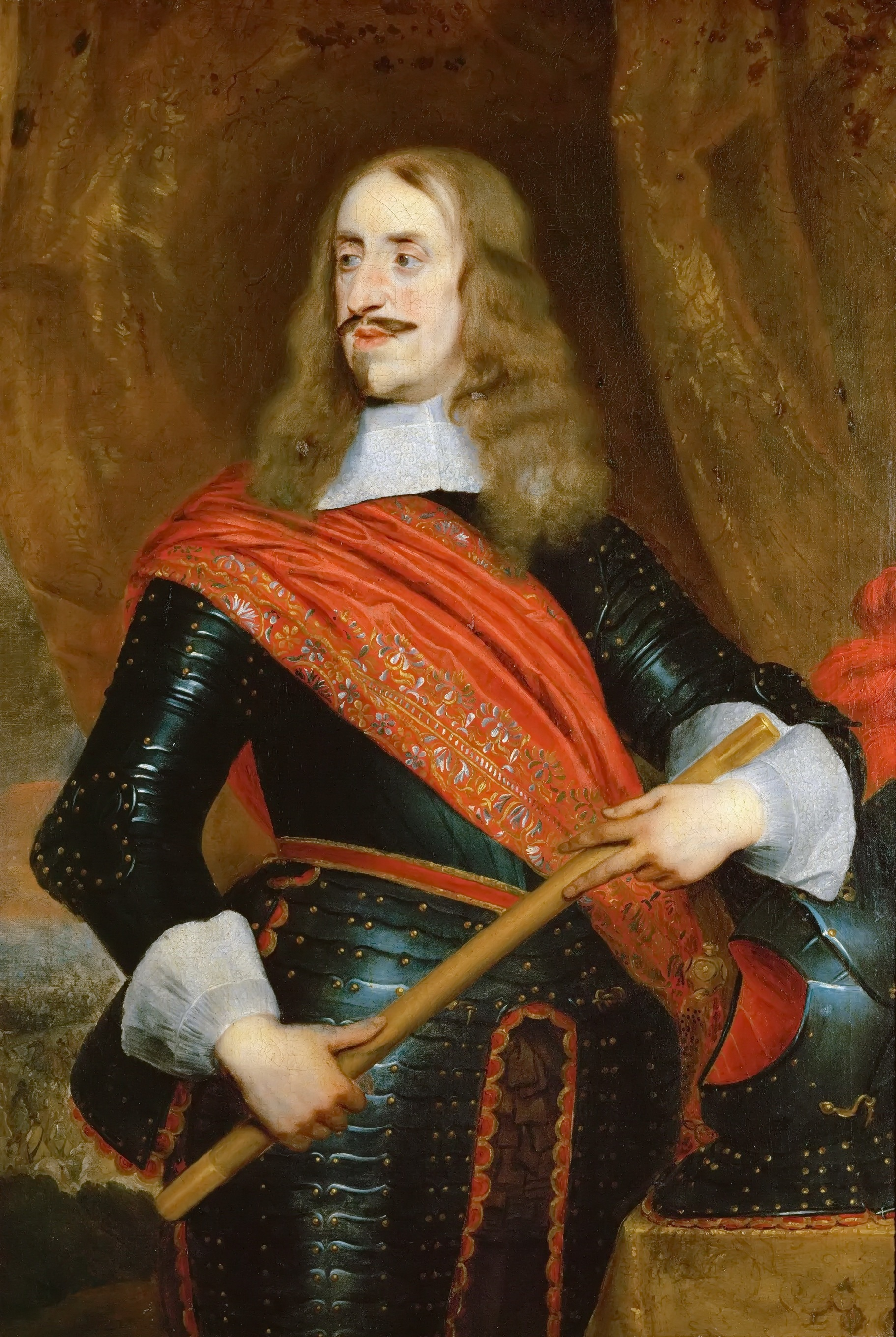
Arcivévoda Leopold Vilém na obraze od Petera Thyse z let 1650–1655.

## Vývod z předků
|                          |                          |  |                    |                         |  |  |  |  |  |  |  | Filip I. Sličný |
|                          |                          |  |                    |                         |  |  |  |  |  |  |  |                 |
|                          | Ferdinand I. Habsburský  |  |                    |                         |  |  |  |  |  |  |  |                 |
|                          |                          |  |                    |                         |  |  |  |  |  |  |  |                 |
|                          |                          |  |                    | Jana I. Kastilská       |  |  |  |  |  |  |  |                 |
|                          |                          |  |                    |                         |  |  |  |  |  |  |  |                 |
|                          | Karel II. Štýrský        |  |                    |                         |  |  |  |  |  |  |  |                 |
|                          |                          |  |                    |                         |  |  |  |  |  |  |  |                 |
|                          |                          |  |                    | Vladislav Jagellonský   |  |  |  |  |  |  |  |                 |
|                          |                          |  |                    |                         |  |  |  |  |  |  |  |                 |
|                          | Anna Jagellonská         |  |                    |                         |  |  |  |  |  |  |  |                 |
|                          |                          |  |                    |                         |  |  |  |  |  |  |  |                 |
|                          |                          |  |                    | Anna z Foix             |  |  |  |  |  |  |  |                 |
|                          |                          |  |                    |                         |  |  |  |  |  |  |  |                 |
|                          | Ferdinand II. Habsburský |  |                    |                         |  |  |  |  |  |  |  |                 |
|                          |                          |  |                    |                         |  |  |  |  |  |  |  |                 |
|                          |                          |  |                    | Vilém IV.               |  |  |  |  |  |  |  |                 |
|                          |                          |  |                    |                         |  |  |  |  |  |  |  |                 |
|                          | Albrecht V. Bavorský     |  |                    |                         |  |  |  |  |  |  |  |                 |
|                          |                          |  |                    |                         |  |  |  |  |  |  |  |                 |
|                          |                          |  |                    | Jakobea z Badenu        |  |  |  |  |  |  |  |                 |
|                          |                          |  |                    |                         |  |  |  |  |  |  |  |                 |
|                          | Maria Anna Bavorská      |  |                    |                         |  |  |  |  |  |  |  |                 |
|                          |                          |  |                    |                         |  |  |  |  |  |  |  |                 |
|                          |                          |  |                    | Ferdinand I. Habsburský |  |  |  |  |  |  |  |                 |
|                          |                          |  |                    |                         |  |  |  |  |  |  |  |                 |
|                          | Anna Habsburská          |  |                    |                         |  |  |  |  |  |  |  |                 |
|                          |                          |  |                    |                         |  |  |  |  |  |  |  |                 |
|                          |                          |  |                    | Anna Jagellonská        |  |  |  |  |  |  |  |                 |
|                          |                          |  |                    |                         |  |  |  |  |  |  |  |                 |
| Leopold Vilém Habsburský |                          |  |                    |                         |  |  |  |  |  |  |  |                 |
|                          |                          |  |                    |                         |  |  |  |  |  |  |  |                 |
|                          |                          |  | Vilém IV. Bavorský |                         |  |  |  |  |  |  |  |                 |
|                          |                          |  |                    |                         |  |  |  |  |  |  |  |                 |
|                          | Albrecht V. Bavorský     |  |                    |                         |  |  |  |  |  |  |  |                 |
|                          |                          |  |                    |                         |  |  |  |  |  |  |  |                 |
|                          |                          |  |                    | Jakobea z Badenu        |  |  |  |  |  |  |  |                 |
|                          |                          |  |                    |                         |  |  |  |  |  |  |  |                 |
|                          | Vilém V. Bavorský        |  |                    |                         |  |  |  |  |  |  |  |                 |
|                          |                          |  |                    |                         |  |  |  |  |  |  |  |                 |
|                          |                          |  |                    | Ferdinand I. Habsburský |  |  |  |  |  |  |  |                 |
|                          |                          |  |                    |                         |  |  |  |  |  |  |  |                 |
|                          | Anna Habsburská          |  |                    |                         |  |  |  |  |  |  |  |                 |
|                          |                          |  |                    |                         |  |  |  |  |  |  |  |                 |
|                          |                          |  |                    | Anna Jagellonská        |  |  |  |  |  |  |  |                 |
|                          |                          |  |                    |                         |  |  |  |  |  |  |  |                 |
|                          | Marie Anna Bavorská      |  |                    |                         |  |  |  |  |  |  |  |                 |
|                          |                          |  |                    |                         |  |  |  |  |  |  |  |                 |
|                          |                          |  |                    | Antonín Lotrinský       |  |  |  |  |  |  |  |                 |
|                          |                          |  |                    |                         |  |  |  |  |  |  |  |                 |
|                          | František I. Lotrinský   |  |                    |                         |  |  |  |  |  |  |  |                 |
|                          |                          |  |                    |                         |  |  |  |  |  |  |  |                 |
|                          |                          |  |                    | Renata Bourbonská       |  |  |  |  |  |  |  |                 |
|                          |                          |  |                    |                         |  |  |  |  |  |  |  |                 |
|                          | Renata Lotrinská         |  |                    |                         |  |  |  |  |  |  |  |                 |
|                          |                          |  |                    |                         |  |  |  |  |  |  |  |                 |
|                          |                          |  |                    | Kristián II. Dánský     |  |  |  |  |  |  |  |                 |
|                          |                          |  |                    |                         |  |  |  |  |  |  |  |                 |
|                          | Kristina Dánská          |  |                    |                         |  |  |  |  |  |  |  |                 |
|                          |                          |  |                    |                         |  |  |  |  |  |  |  |                 |
|                          |                          |  |                    | Izabela Habsburská      |  |  |  |  |  |  |  |                 |
|                          |                          |  |                    |                         |  |  |  |  |  |  |  |                 |